# Sibel Kekilli
Sibel Kekilli (Heilbronn, Alemanya, 16 de juny de 1980) és una actriu alemanya d'origen turc. Es feu coneguda després de protagonitzar Gegen die Wand, de Fatih Akın.

## Carrera
Un director de càsting la descobrí en un centre comercial de Colònia, i la convidà a participar en una audició per a la seva propera pel·lícula. Sibel aconseguí el paper protagonista de la pel·lícula de Fatih Akın, Gegen die Wand.
Kekilli aparegué més endavant a la pel·lícula Eve Dönüş, per la qual rebé el premi a la millor actriu al Festival de Film d'Antalya el 2006.

## Filmografia parcial
- Gegen die Wand (2004)
- Kebab Connection (2004)
- Winterreise (2006)
- Fay Grim (2006)
- Eve Dönüş (2006)
- L'últim tren a Auschwitz (2006)
- Pihalla (2009)
- When We Leave (2010)
- Game of Thrones (sèrie de televisió, 2011)
- What a Man (2011)
- Die Männer der Emden (2012)

## Filmografia X
- 2001 : Junge Debütantinnen 19: Deutsche Debütantinnen - Hart & herzlich d'Harry S. Morgan : Kim de Mannheim
- 2001 : Teeny Exzesse 68 - Kesse Bienen d'Harry S. Morgan
- 2001 : Das Beste aus 'Teeny Exzesse' 8 d'Harry S. Morgan
- 2002 : 2002 wilde Sex-Nächte de Nils Molitor
- 2002 : Auf frischer Tat ertappt!
- 2002 : Hotel Fickmichgut de Walter Molitor
- 2002 : Die verfickte Praxis de Nils Molitor : Dilara
- 2002 : Die megageile Küken-Farm de Nils Molitor
- 2002 : Casa Rosso d'Helen Duval
- 2002 : Sextrip - Heisses Pflaster Amsterdam
- 2002 : Süsse Teeny-Träume de Nils Molitor
- 2002 : Diva-Diva de Tom Luis
- 2002 : Lollipops 16 de Nils Molitor
- 2004 : Sibel - Die wahre Sex Diva)
- 2004 : Der Star-Schnitt - Schonungslos & ohne Tabus de Walter et Nils Molitor
- 2006 : Unterwegs gefickt